# 光 (ドラッグストア)
光（ひかり）株式会社は、京都市を地盤にドラッグストアを展開する企業。ドラッグひかりグループの中核で、「ドラッグランドひかり」という店舗を京都市に展開する。

## 店舗
店舗は2010年現在26で、全部が京都市内に立地するドミナント方式である。